# Chhonhup
Chhonhup (en népalais : छोन्हुप) est un comité de développement villageois du Népal situé dans la zone de Dhawalagiri dans le district de Mustang. Au recensement de 2011, il comptait 801 habitants.
Ce comité de développement villageois est constitué des villages suivant :
- Arka (3 845 m) ;
- Bhankadanda (3 860 m) ;
- Bharma (4 160 m) ;
- Chumjung (4 100 m) ;
- Garphu (3 897 m) ;
- Kimaling (3 980 m) ;
- Namgyal (3 860 m) ;
- Nhichung (3 820 m) ;
- Nyamdo (4 020 m) ;
- Phuwa (3 922 m) ;
- Thingar (3 980 m) ;
- Tilekheji (3 900 m) ;
- Yachebu (3 897 m).